# Egzemplarz obowiązkowy
Egzemplarz obowiązkowy – nałożony na wydawców obowiązek dostarczania do określonych bibliotek nieodpłatnie druków, książek oraz dokumentów dźwiękowych i audiowizualnych.
Ustawę o egzemplarzu obowiązkowym najwcześniej wprowadziła Francja, w XVI wieku. W jej ślady poszły również Anglia (1610), Szwecja (1661) i Rosja (1683).

## Europa

### Bułgaria
Biblioteka Narodowa w Sofii otrzymuje egzemplarz obowiązkowy od 1897 roku.

### Dania

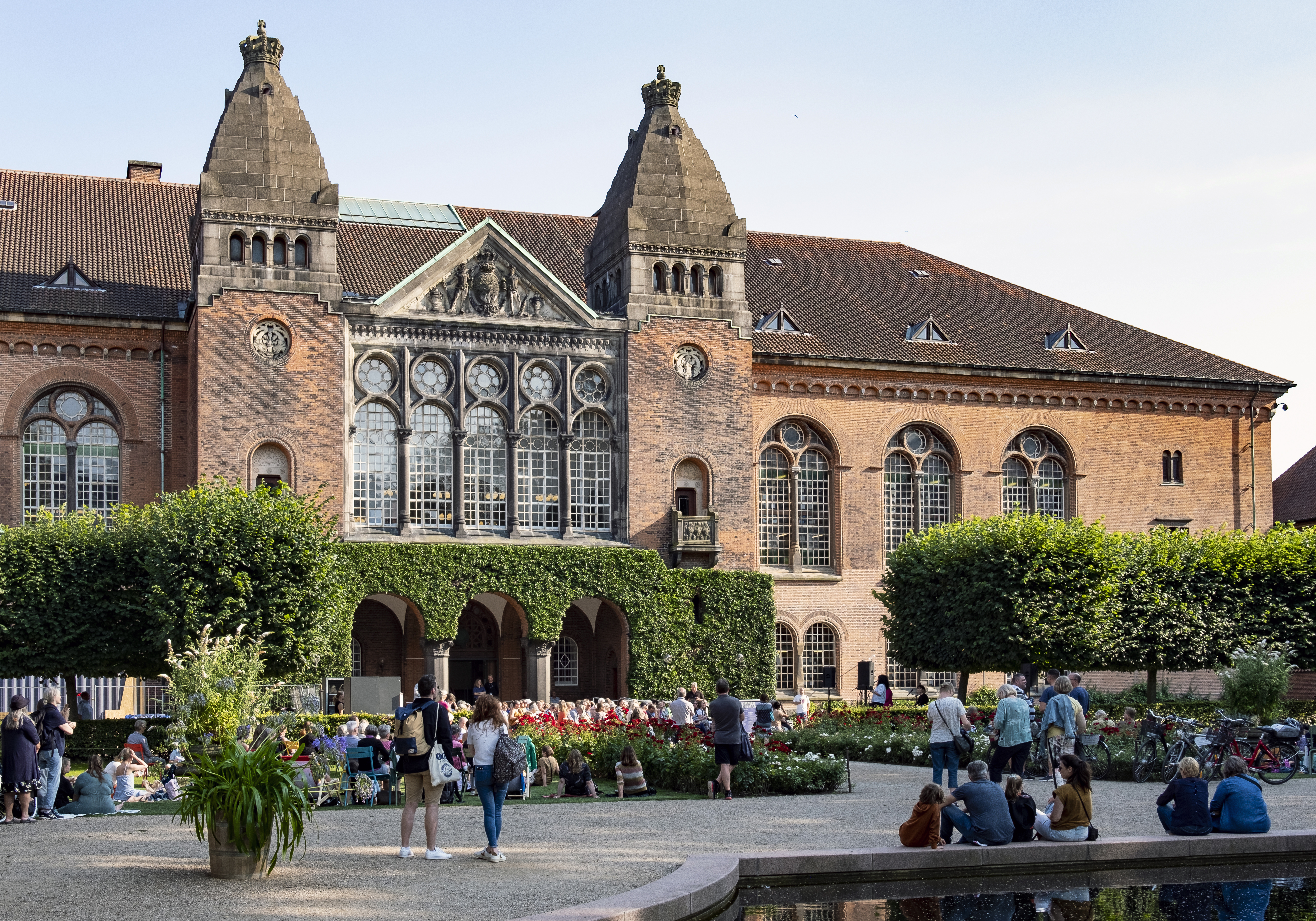
Budynek Biblioteki Królewskiej w Kopenhadze

Bibliotece Królewskiej w Kopenhadze nadano przywilej egzemplarza obowiązkowego w 1697 roku.

### Francja
W 1537 roku we Francji król Franciszek I ustanowił pierwsze na świecie prawo przekazywania egzemplarza obowiązkowego Bibliotece Królewskiej w Paryżu.

### Niemcy
W Niemczech egzemplarz obowiązkowy otrzymuje Deutsche Nationalbibliothek.

### Polska
Twórcą idei egzemplarza obowiązkowego w Polsce był Michał Jerzy Wandalin Mniszech, twórca pierwszej ustawy tego typu uchwalonej w 1780 roku. Na mocy tego aktu wszyscy drukarze w Koronie mieli obowiązek wysłać za darmo jeden egzemplarz każdego wydanego przez siebie tytułu do Biblioteki Rzeczypospolitej – dawnej Biblioteki Załuskich – oraz do Biblioteki Wileńskiej z terenu Litwy.  
W trakcie zaborów obowiązek egzemplarza obowiązkowego egzekwowany był przez biblioteki państw zaborczych. Po odzyskaniu niepodległości sprawy te regulowało Prawo Prasowe z 1919 roku.
Kolejną ustawą dotyczącą egzemplarza obowiązkowego w Polsce była ustawa z dnia 18 marca 1928 roku o bezpłatnem dostarczaniu druków dla celów bibljotecznych i urzędowej rejestracji.
Po II wojnie światowej przywrócono obowiązek dostarczania egzemplarzy obowiązkowych rozporządzeniem Kierownika Resortu Oświaty z 30 listopada 1944 r., a inicjatywa zainteresowania się Polskiego Komitetu Wyzwolenia Narodowego związana jest z działaniami Kazimierza Zieleniewskiego.
Od marca 1997 roku w związku z wejściem w życie ustawy z dnia 7 listopada 1996 r. o obowiązkowych egzemplarzach bibliotecznych oraz wydanego na jej podstawie rozporządzenia Ministra Kultury i Sztuki (zmienionego w czerwcu 1999 roku), prawo egzemplarza obowiązkowego obowiązuje wobec wydawnictw wydawanych w kraju lub za granicą przez polskie placówki. Drukarnie polskie działające na zlecenie wydawcy zagranicznego powinny przekazać po jednym egzemplarzu do Biblioteki Narodowej i Biblioteki Jagiellońskiej. Przechowują one wieczyście jeden z otrzymywanych egzemplarzy. Pozostałe biblioteki mają obowiązek przechowywania egzemplarza obowiązkowego przez co najmniej pięćdziesiąt lat.
Egzemplarze obowiązkowe w Polsce otrzymują:
| Egzemplarz obowiązkowy ogólnopolski | Egzemplarz obowiązkowy ogólnopolski                          | Egzemplarz obowiązkowy ogólnopolski | Egzemplarz obowiązkowy ogólnopolski |
| Zdjęcie                             | Nazwa biblioteki                                             | Data nadania prawa                  | Liczba egzemplarzy                  |
| ----------------------------------- | ------------------------------------------------------------ | ----------------------------------- | ----------------------------------- |
|                                     | Biblioteka Narodowa                                          | 4 lipca 1927                        | 2                                   |
|                                     | Biblioteka Jagiellońska                                      |                                     | 2                                   |
|                                     | Biblioteka Katolickiego Uniwersytetu Lubelskiego             |                                     | 1                                   |
|                                     | Biblioteka Publiczna m.st. Warszawy                          |                                     | 1                                   |
|                                     | Biblioteka Śląska w Katowicach                               |                                     | 1                                   |
|                                     | Biblioteka Uniwersytecka w Toruniu                           |                                     | 1                                   |
|                                     | Biblioteka Uniwersytecka w Poznaniu                          |                                     | 1                                   |
|                                     | Biblioteka Uniwersytecka w Warszawie                         |                                     | 1                                   |
|                                     | Biblioteka Główna Uniwersytetu Gdańskiego                    |                                     | 1                                   |
|                                     | Biblioteka Uniwersytetu im. M. Curie-Skłodowskiej w Lublinie | 1954                                | 1                                   |
|                                     | Biblioteka Uniwersytetu Łódzkiego                            |                                     | 1                                   |
|                                     | Biblioteka Główna Uniwersytetu Opolskiego                    |                                     | 1                                   |
|                                     | Biblioteka Uniwersytecka we Wrocławiu                        |                                     | 1                                   |
|                                     | Książnica Podlaska w Białymstoku                             |                                     | 1                                   |
|                                     | Książnica Pomorska im. Stanisława Staszica w Szczecinie      |                                     | 1                                   |
|                                     | Biblioteka Sejmowa                                           |                                     | 1 (dzienniki urzędowe)              |
|                                     | Filmoteka Narodowa – Instytut Audiowizualny                  |                                     | 1 (filmy)                           |

### Słowacja

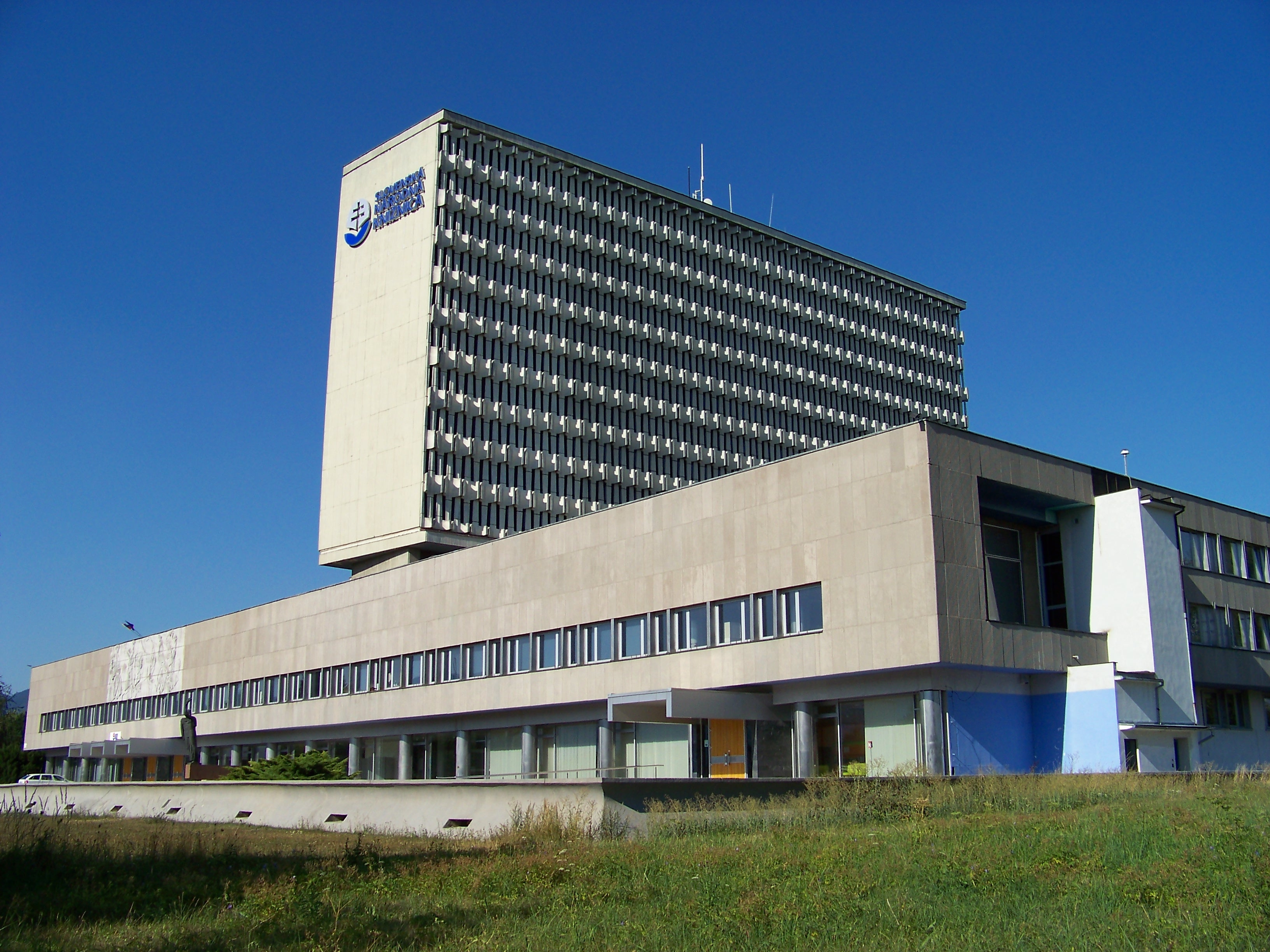
Budynek Słowackiej Biblioteki Narodowej

Zgodnie z ustawą z 1997 Słowacka Biblioteka Narodowa ma prawo do egzemplarza obowiązkowego. Wydawcy mają obowiązek przekazać nieodpłatnie bibliotece dwa egzemplarze wszystkich druków, czasopism w ciągu dziesięciu dni od dnia rozpoczęcia sprzedaży wydawnictwa. Dodatkowo wydawcy mają obowiązek dostarczenia kopii wydawnictw elektronicznych i audiobooków.

### Wielka Brytania
Na podstawie ustawy o egzemplarzu obowiązkowym (ang. The Legal Deposit Libraries Act 2003) jeden egzemplarz każdej książki, mapy lub periodyku, wydanych na terenie Zjednoczonego Królestwa powinien być w ciągu miesiąca od dnia publikacji przekazany Bibliotece Brytyjskiej. Ponadto 5 innych bibliotek (Biblioteka Bodlejańska, Biblioteka Uniwersytetu Cambridge, Narodowa Biblioteka Walijska, Biblioteka Narodowa Szkocji oraz Biblioteka Trinity College w Dublinie) ma prawo do otrzymywania egzemplarzy obowiązkowych na żądanie wyrażone w ciągu roku od daty publikacji (żądania takie są wyrażane w sposób skoordynowany przez zajmującą się tym agencję – Agency for the Legal Deposit Libraries. Poprawka z roku 2013 rozciąga te uprawnienia na utwory wydane w formie innej niż drukowana: stron internetowych, blogów oraz płyt.

## Ameryka Południowa

### Brazylia

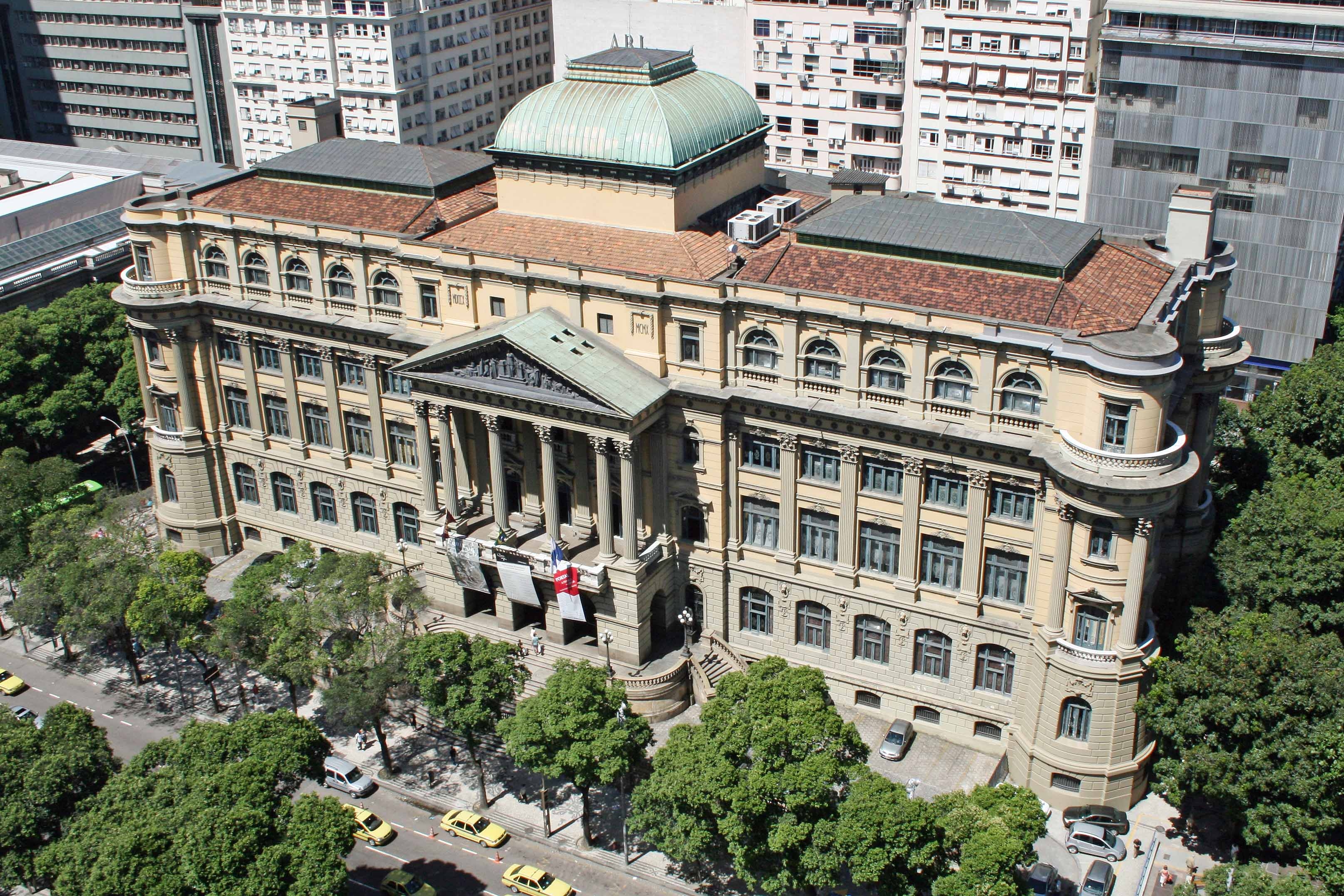
Biblioteka Narodowa w Rio de Janeiro

Biblioteka Narodowa w Rio de Janeiro od 1907 roku otrzymuje portugalski egzemplarz obowiązkowy.